# غري دامون
غري دامون (بالإنجليزية: Grey Damon)‏ (مواليد 24 سبتمبر 1987) ممثل أمريكي , مثل دور في المسلسل الأمريكي أضواء ليلة الجمعة. ,والمسلسل التلفزيوني ستار كروسد في غرايسون مونتروز.

## روابط خارجية
- غري دامون على موقع IMDb (الإنجليزية)
- غري دامون على موقع ألو سيني (الفرنسية)
- غري دامون على موقع أول موفي (الإنجليزية)
- غري دامون على موقع قاعدة بيانات الفيلم (الإنجليزية)
- غري دامون على موقع كينوبويسك (الروسية)